# Joseph Brotons
Joseph Brotons, né le 7 novembre 1936 à Oran, est un joueur de football français. Durant sa carrière, il évolue au poste de milieu de terrain.

## Carrière
Joseph Brotons commence sa carrière au CAL Oran avant de partir en métropole, évoluant de 1960 à 1962 au Stade rennais. Il joue ensuite au Pau FC de 1962 à 1963, au FC Salon de 1963 à 1965 et à l'Olympique de Marseille de 1965 à 1967.
Joueur de l'AS Béziers de 1967 à 1970, il inscrit un triplé en Division 2 face au club de Nancy le 19 août 1967. Il termine sa carrière à l'ES La Ciotat de 1970 à 1973.

## Palmarès
- Vice-champion de France de deuxième division en 1966 avec l'Olympique de Marseille

## Statistiques
Au cours de sa carrière, Joseph Brotons dispute 39 matchs en Division 1 (pour 6 buts)  et 109 matchs en Division 2 (pour 28 buts).